# Petruskerk (Pieterburen)

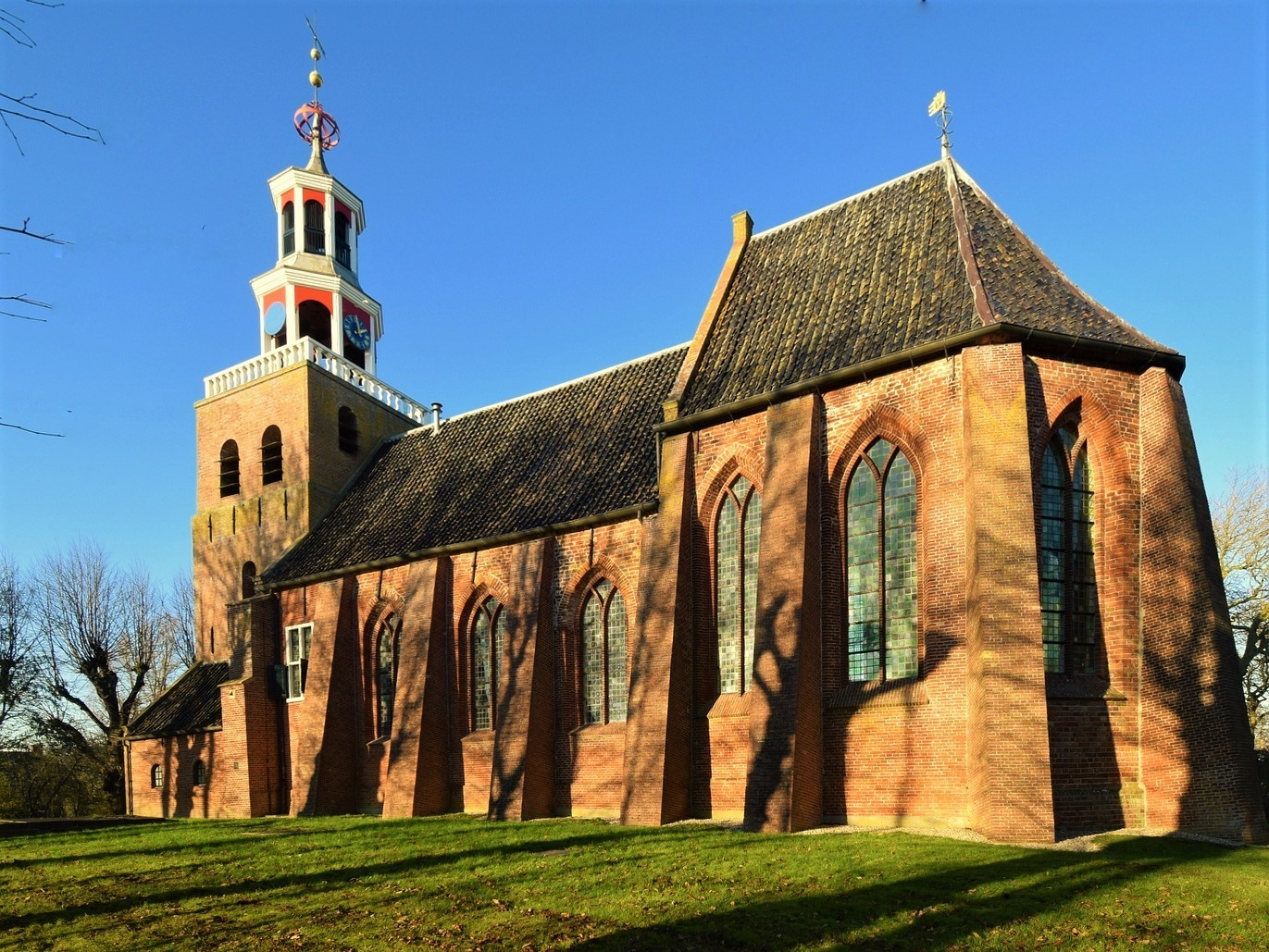
Petruskerk Pieterburen

Die gotische Petruskerk im Dorf Pieterburen in der Gemeinde Het Hogeland in der niederländischen Provinz Groningen wurde in der ersten Hälfte des 15. Jahrhunderts erbaut. Die Kirche befindet sich heute im Besitz der Stichting Oude Groninger Kerken. Von Zeit zu Zeit werden dort auch Konzerte veranstaltet. Sowohl die Kirche als auch der Turm sind als nationale Kulturdenkmäler geschützt.

## Beschreibung
Die Kirche wurde zu Beginn des 17. Jahrhunderts um ein nördliches Querschiff erweitert. Die Kirche hatte früher einen freistehenden Turm, der jedoch Anfang des 19. Jahrhunderts wegen Baufälligkeit abgerissen wurde. Der heutige quadratische Turm mit Balustrade und achteckiger Doppellaterne wurde zwischen 1805 und 1808 im Auftrag von Jonker Goosen Geurt Alberda, Burgherr von Dijksterhuis bei Pieterburen, an die Kirche angebaut, wie aus dem Text auf dem im Turm eingelassenen Stein hervorgeht. Dieser Turm diente auch als Gefängnis für das Dorf.
Im Chor der Kirche befindet sich die Grabstätte der Herren des Dijksterhuis. Ihre Herrenbank, die vom Groninger Stadtbaumeister Allert Meijer entworfen und 1707–1716 gebaut wurde, befindet sich ebenfalls im Chor. Die Schnitzereien stammen von Jan de Rijk, und auf der Herrenbank ist der griechische Held Herkules abgebildet. Das Wappen der Familie Alberda befindet sich an der Vorderseite der Kanzel.
Eine der Grabplatten im Chor der Kirche zeigt Dietrich Sonoy, den Anführer der Geusen, der 1597 in der Burg Dijksterhuis starb.
Die Kanzel wurde in der zweiten Hälfte des 18. Jahrhunderts angefertigt. An den Ecken sind allegorische Frauenfiguren angebracht. Der Schalldeckel über der Kanzel stammt aus einer älteren Zeit.
Im Triumphbogen befinden sich Darstellungen der Opferung Abrahams und Christi sowie der Samariterin am Brunnen. Diese Holzschnitzerei wurde von Anthony Walles angefertigt.

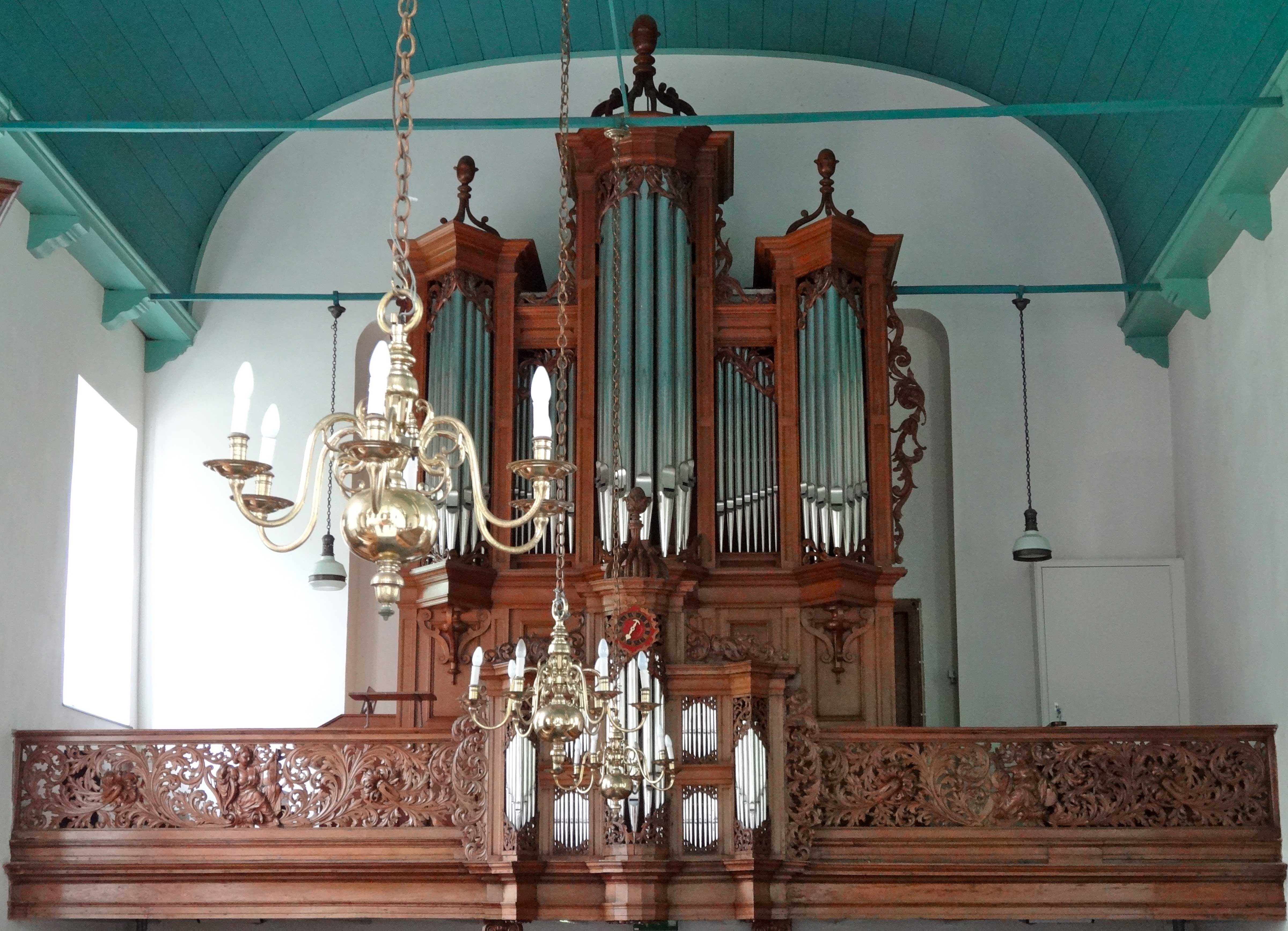
Orgel

## Orgel
Die ursprüngliche Kirchenorgel, 1696–1699 von Arp Schnitger gebaut, befindet sich heute in der Michaelkerk (Mensingeweer). Die heutige Orgel stammt aus dem Jahr 1901. Der Bau im Jahr 1698 bereitete Schnitger einige Sorgen, da sein Diener ihn finanziell benachteiligte.

„Als ich damals Groningen verlassen musste, übergab ich diese Orgel meinem Knecht Johan Radeker (Johan Ratje), der dort Liebesbeziehungen hatte. Als ich in Hamburg ankam, wo ich beruflich anwesend sein musste, schickte ich viel Material für diese Orgel, erhielt aber nur 50 Gulden. So verhielten sich meine Gesellen.“

Die heutige Orgel ist ein Werk von Friedrich Wilhelm Leichel & Zoon aus dem Jahr 1901 mit 14 Registern auf zwei Manualen und Pedal.

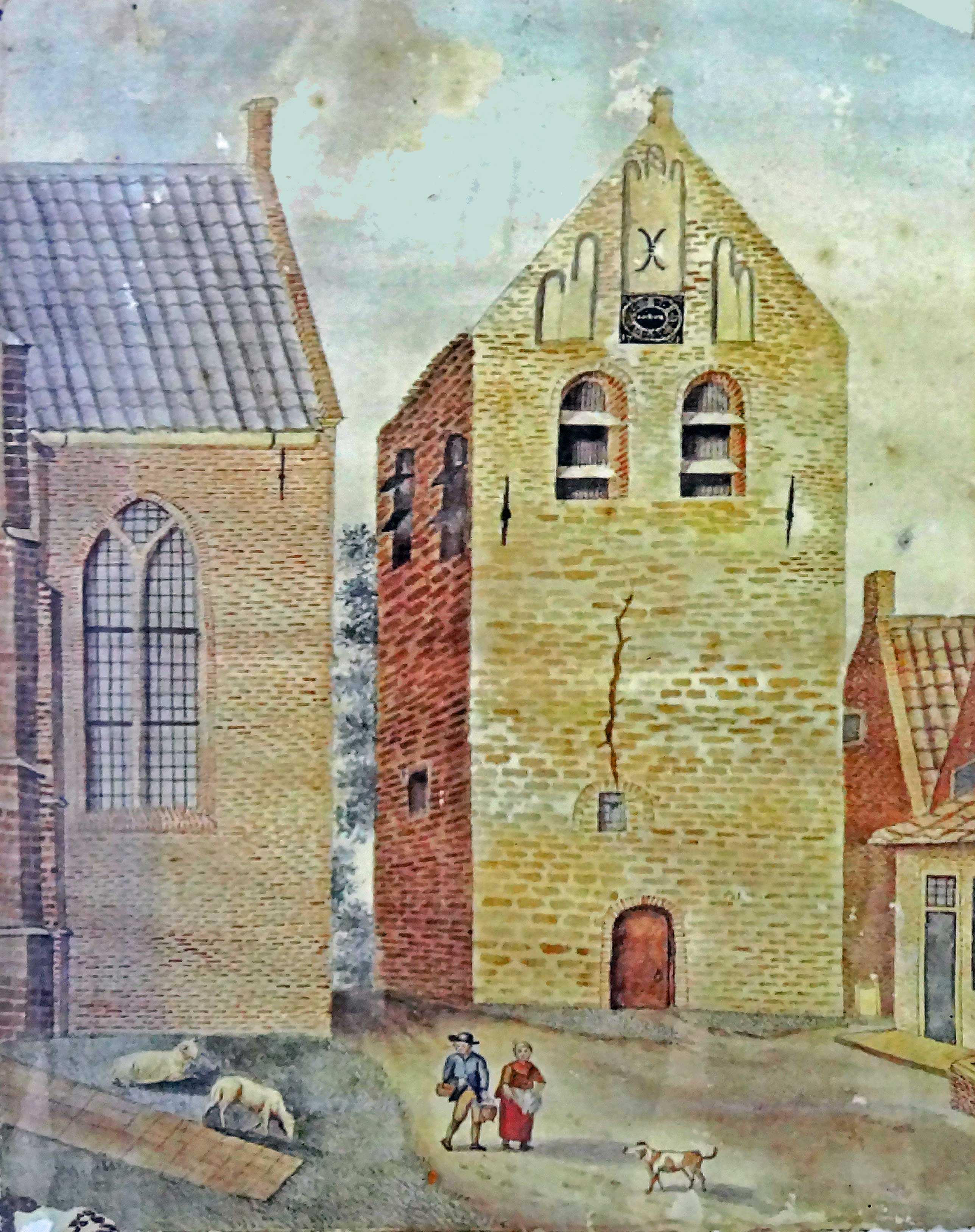
Anonymes Aquarell des freistehenden Turms in der Nähe der Kirche, der um 1805 abgebrochen wurde
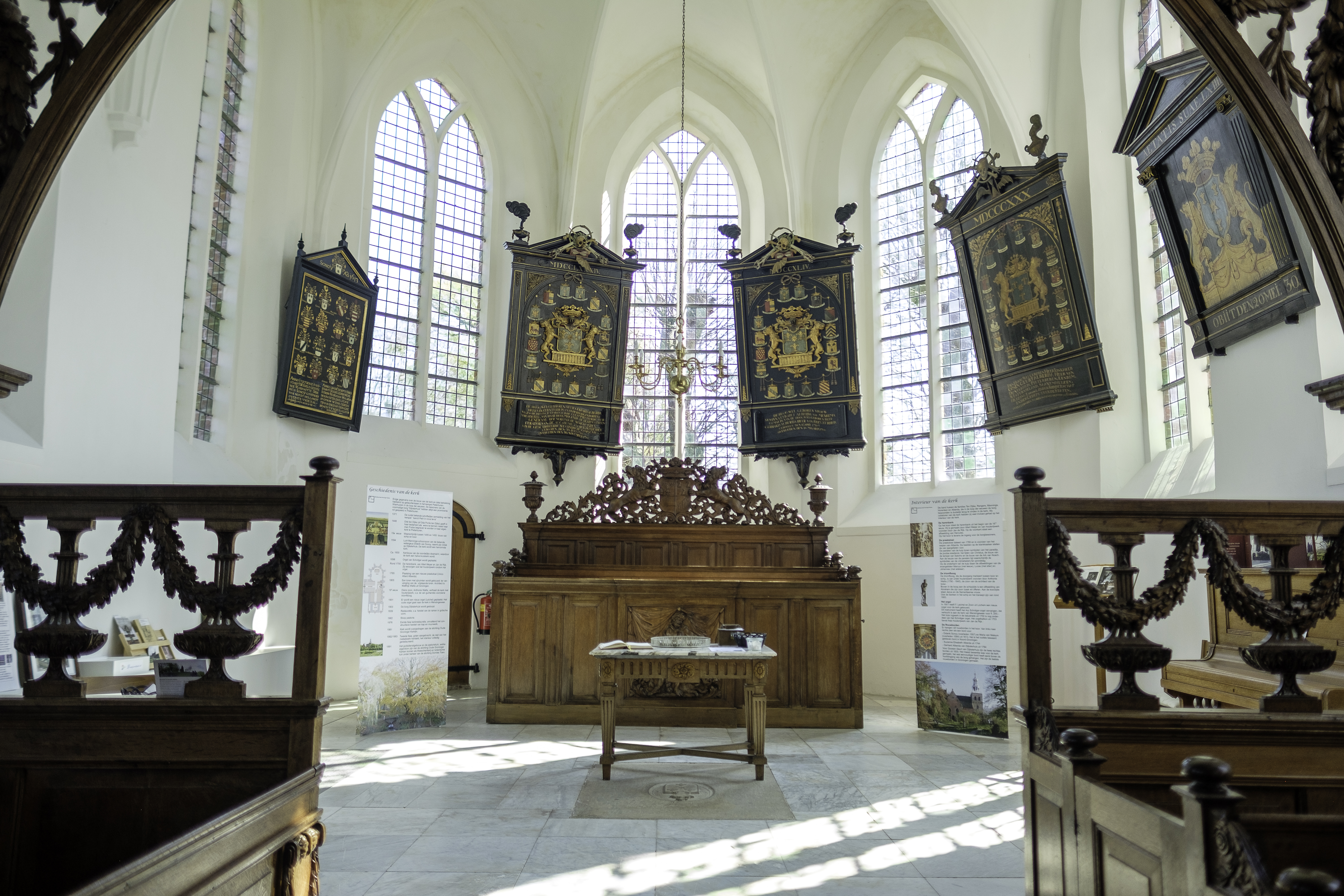
Chor mit den Epitaphen der Bewohner der Burg Dijksterhuis
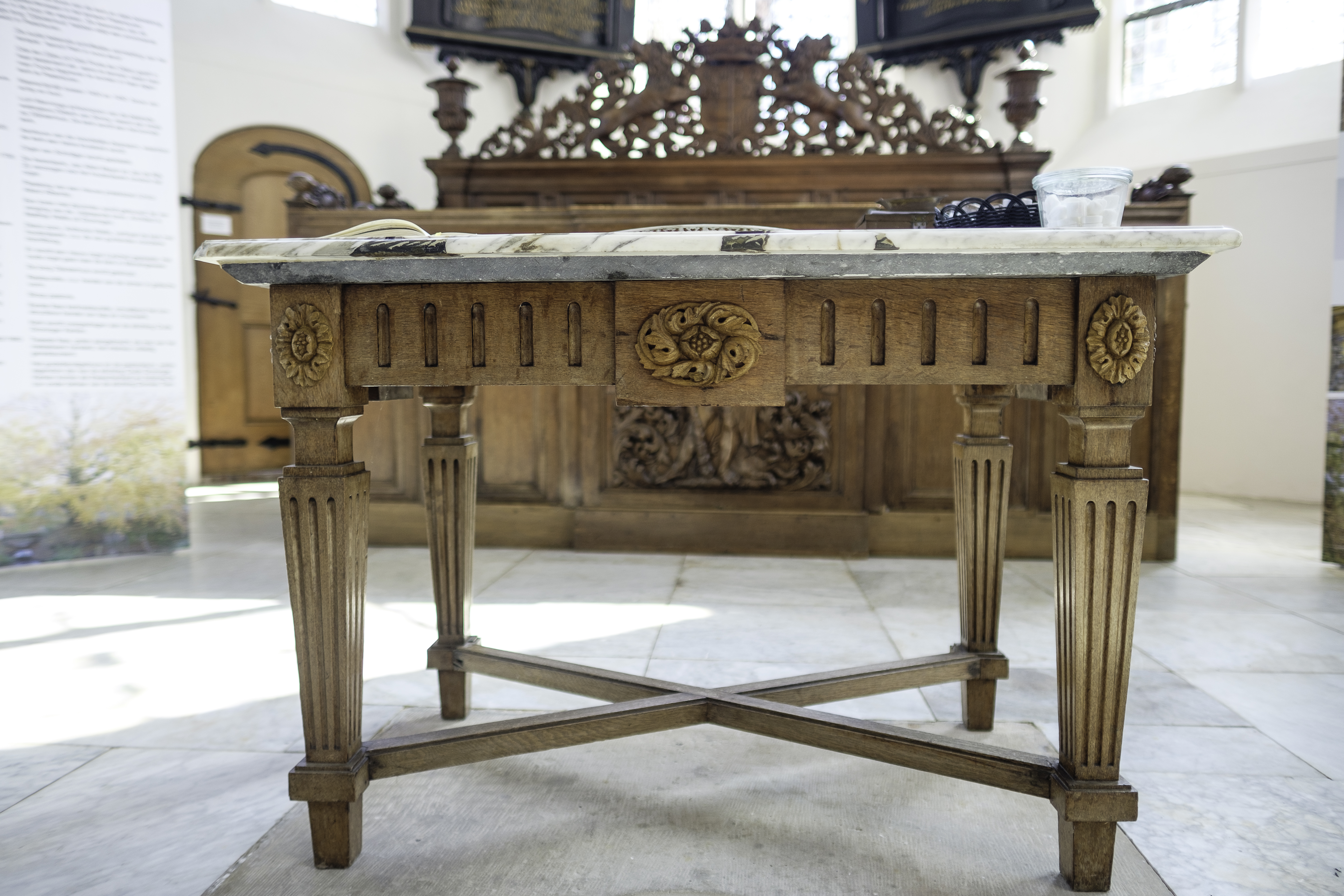
Abendmahlstisch vom Anfang des 19. Jahrhunderts (Mattheus und Anthonie Walles)
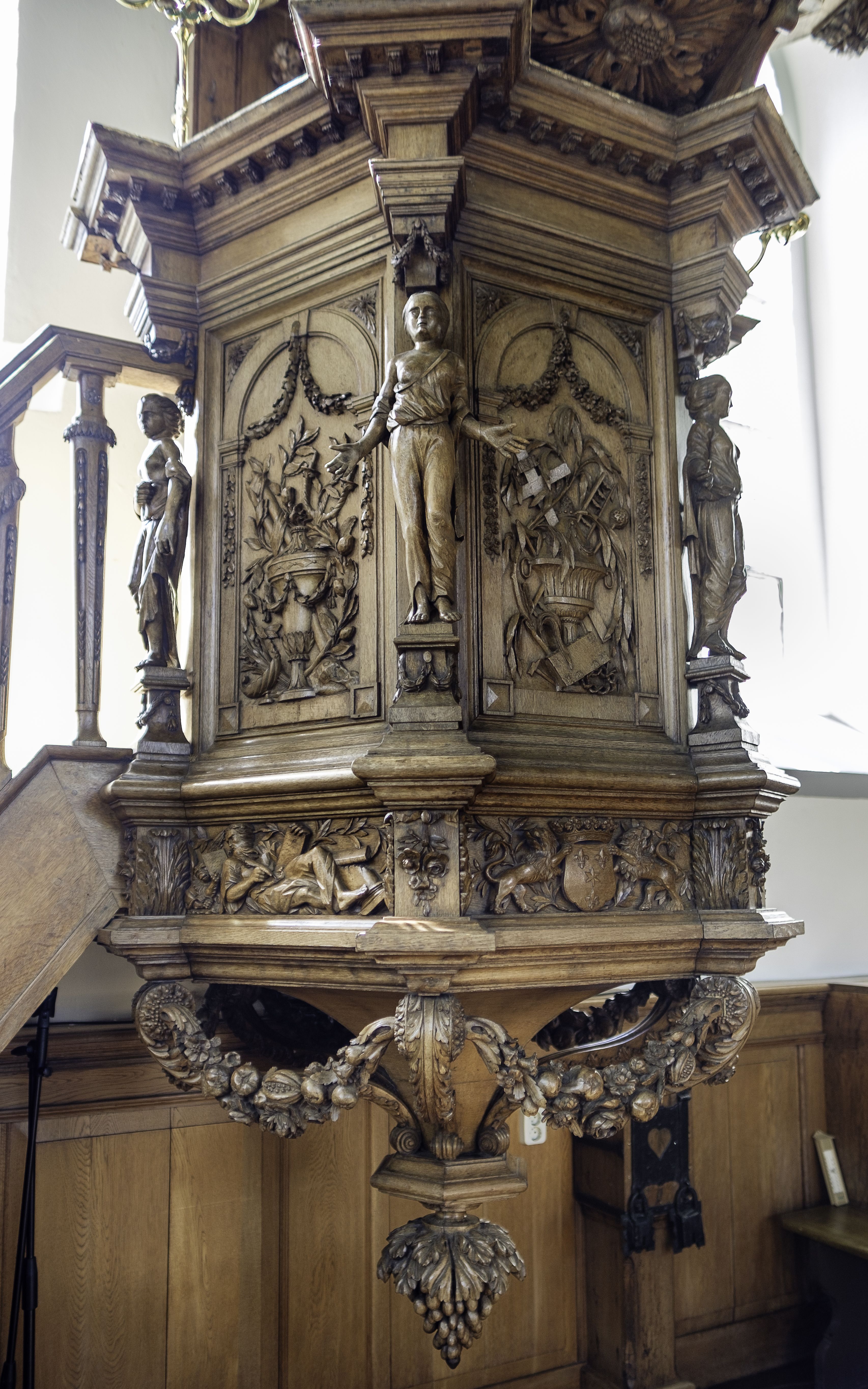
Der reich verzierte Korb der Kanzel
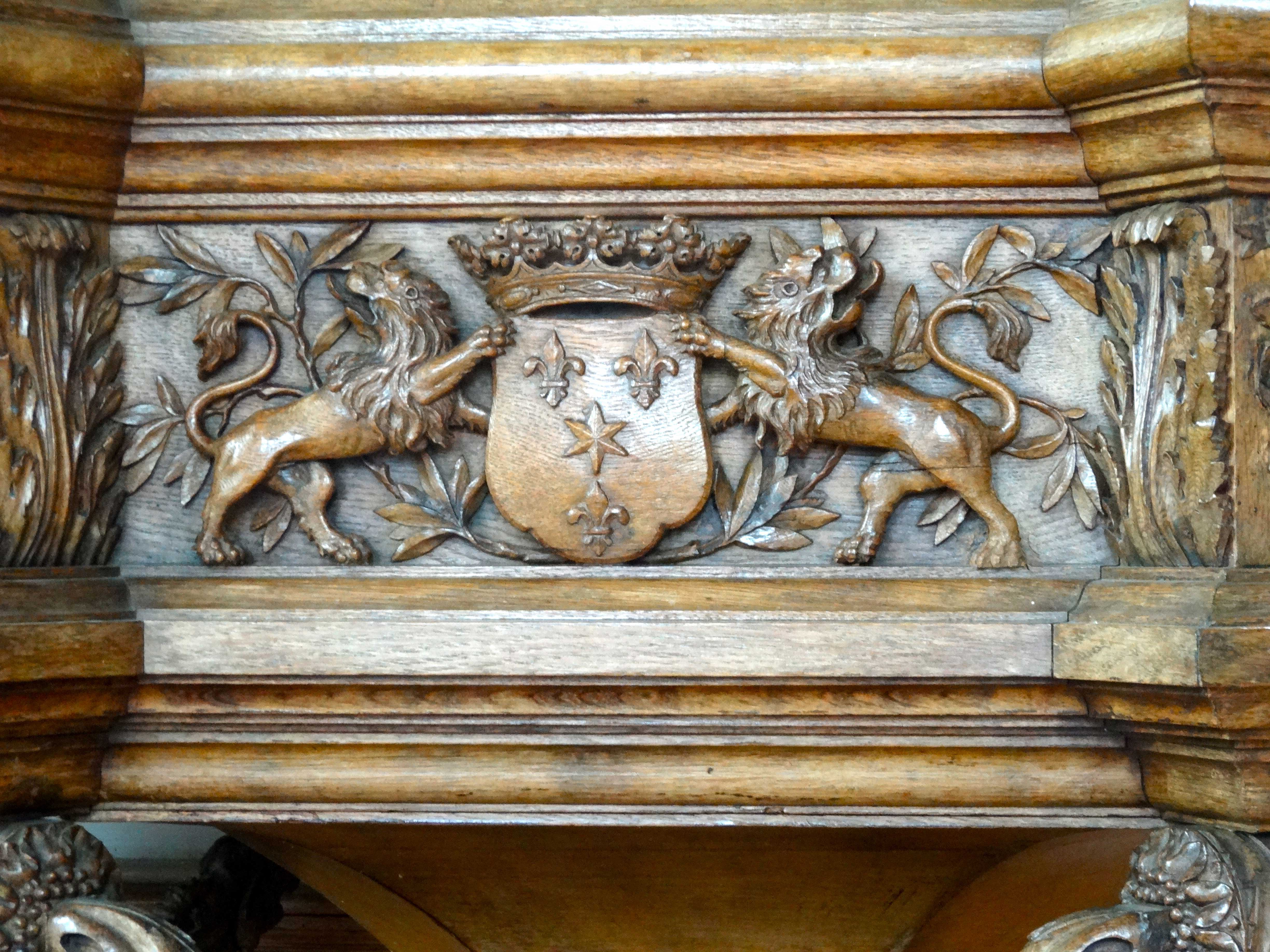
Detail der Kanzel (Wappen von Alberda)
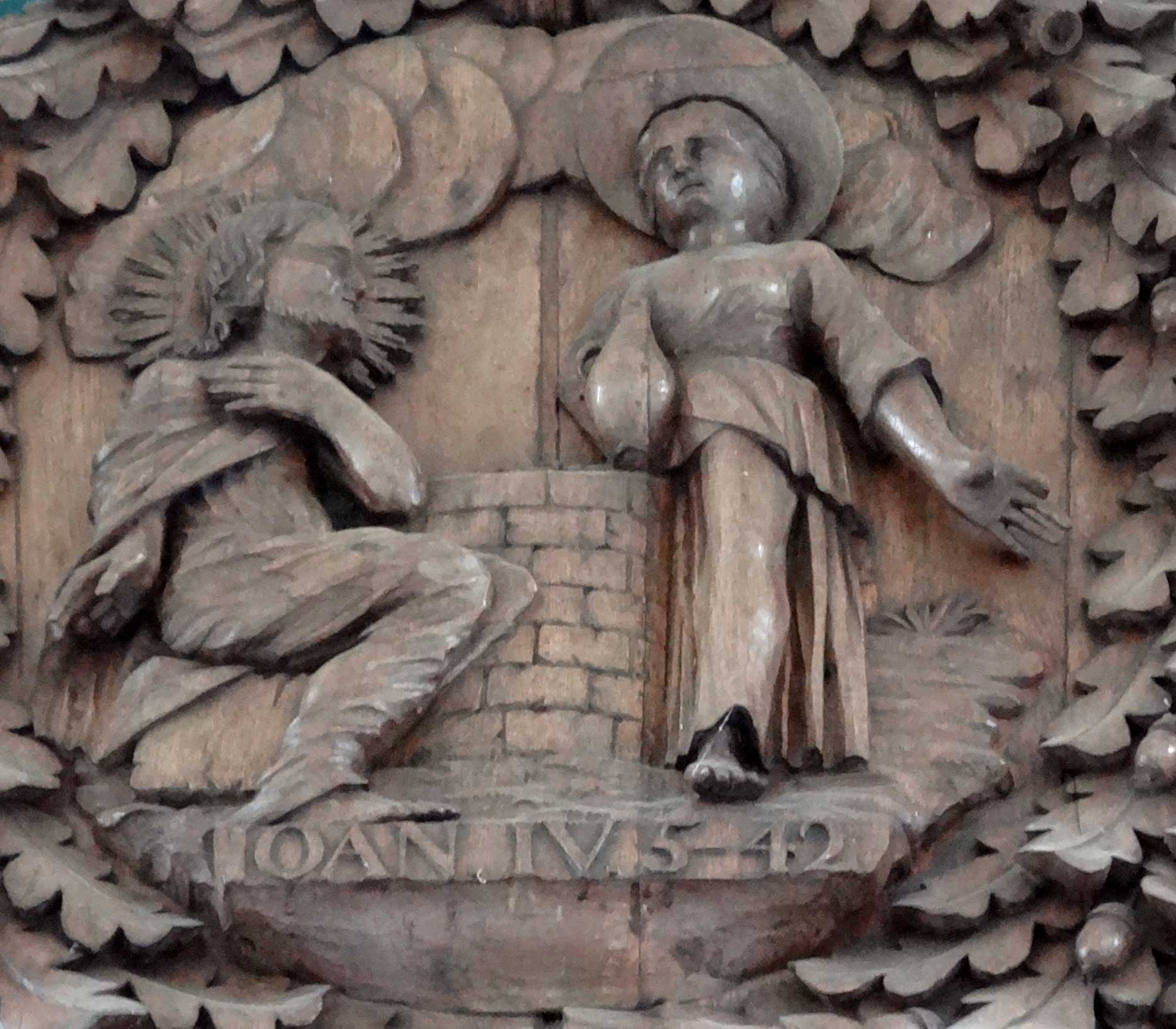
Detail des Triumphbogens (Christus und die Samariterin)
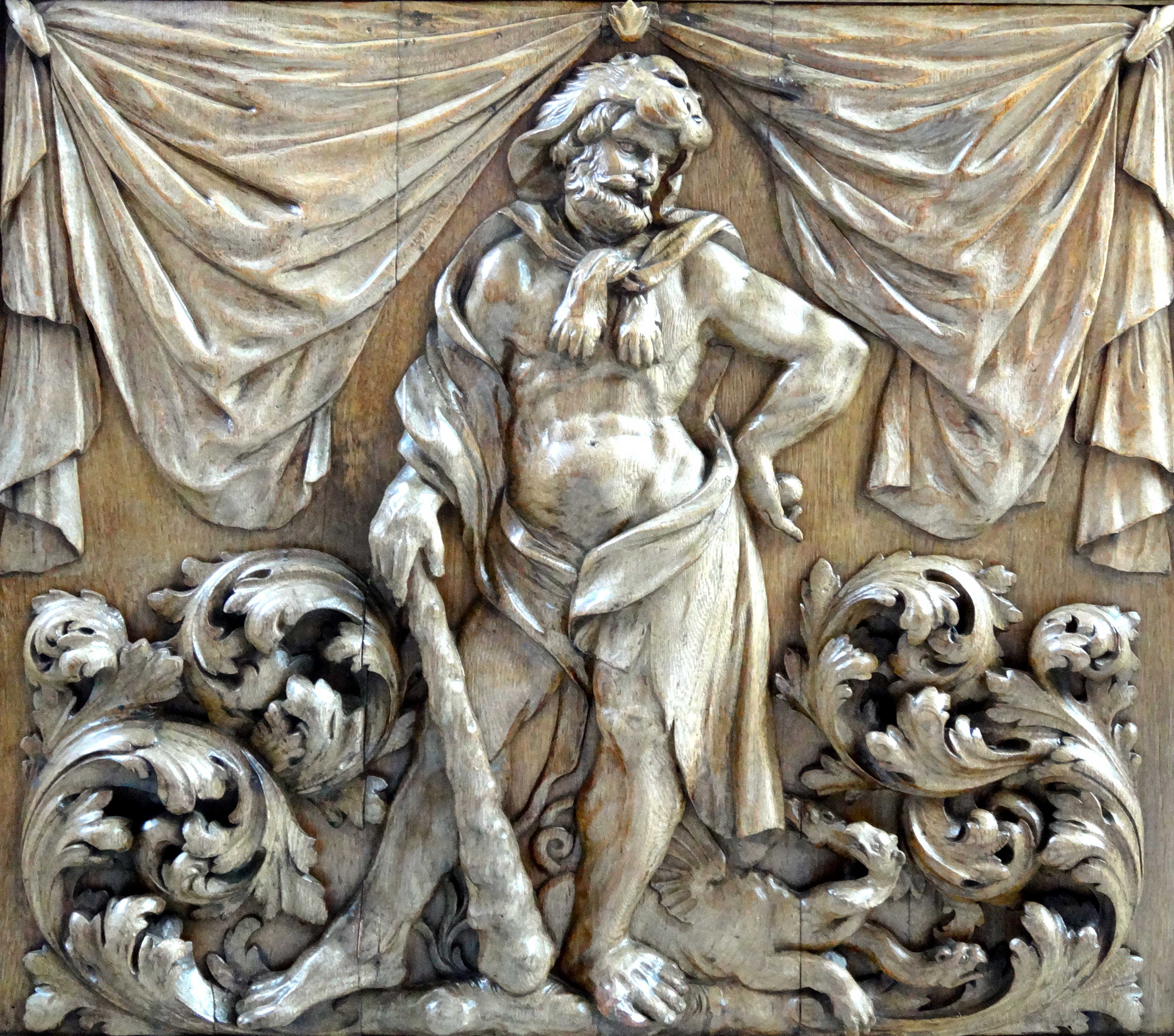
Detail Herrenbank (Herkules)

## Umgebung
Das Pfarrhaus, das früher in der Nähe der Kirche stand, wurde abgerissen. Der dazugehörige Garten Domies Toen ist heute ein ökologisch bewirtschafteter Garten mit einem Naturgarten, einem Kräutergarten, einem Rosengarten, einem Schlingpflanzengarten, einer Heuwiese, einer Fething und Pflanzrabatten. Das dazugehörige Teehaus wurde in den Zustand des frühen 18. Jahrhunderts zurückversetzt.